# Corbion (Bouillon)
Pour les articles homonymes, voir Corbion.
Corbion (en wallon Côrbion) est une section de la ville belge de Bouillon située en Région wallonne dans la province du Luxembourg.
C'était une commune à part entière avant la fusion des communes de 1977.
Corbion se situe à 7 kilomètres du centre-ville.
Ce village est renommé pour son tabac de la Semois,.
Son altitude de 400 mètres permet de découvrir huit points de vue le long de 70 kilomètres de promenades balisées équipées de bancs de repos. Parmi les attractions touristiques figurent les vestiges de la « Maison des Couleuvres », où le poète Paul Verlaine séjourna vers 1885, ainsi que le « Moulin Joly » (propriété privée) qui date du XVIe siècle.
C'est le lieu de naissance de Sébastien de Corbion (né en 1520, dit Sébastien « Pistolet », inventeur de l'arme à feu qui porte son nom).

## Étymologie
1315 Corbion.
Cours d'eau (suffixe -on) à méandres (latin curuus « courbe »), désigne sans doute la Semois.

## Démographie
- Source: INS recensements population

## Histoire
Commune du département des Ardennes sous le régime français, elle fut transférée à la province du Luxembourg lors de sa création. Elle fut amputée de Frahan en faveur de Rochehaut en 1858, et de Poupehan (érigé en commune) le 18 juillet 1877.
Au cours de la Seconde Guerre mondiale, le 12 mai 1940 les Allemands du III./Schützen-Regiment (de la 1re Panzerdivision) s'emparent de Corbion.
En 2002, un important incendie a ravagé une partie de l'usine Pierret.